# 高雄都市計畫
高雄都市計畫，是關於高雄市的都市計劃與建設的過程。高雄市舊名「打狗」，位於臺灣南方，原有馬卡道族居住於此，在日治時期建設成小具規模的港口市鎮，並於1920年將「打狗」更名為日語同音的「高雄」，之後在1924年設市，成為臺灣重要的港埠都市至今。高雄市的都市發展早期可分為左營、鳳山和高雄港三個部分。

## 日治時期
從此時期開始，高雄地區的聚落和都市發展便與港口脫不了關係，都市以港口為中心沿著鐵路路網向外發散。日治時期台灣總督府引進了近代都市計畫制度，改造臺灣傳統的城市空間。早期日人於臺灣各地推動「市區（街）改正」和「市區計畫」，此為臺灣都市計劃之濫觴，其後，總督府又於1936年公告《臺灣都市計畫令》，該法令被戰後統治臺灣的中華民國政府沿用，直到1964年公布《都市計畫法》後，才廢止《臺灣都市計畫令》。
在1896年12月的《基隆築港港灣調查復命書》中，首度提到修整打狗港的可能性，之後，總督府派遣川上浩二郎等技師於1900年6月到1901年5月間調查打狗港的地形、地質、海面深淺、潮汐等資料，並於1907年正式開始築港工作。

### 築港以前（1895~1907）
總督府於1899年公布「臺灣下水規則」及其施行細則，並於隔年公布「臺灣家屋建築規則」及其施行細則，規範了雨遮、亭仔腳和家屋的建築構造等細項，此兩者成為了臺灣都市規劃的基礎施行架構，而鳳山廳則是在1906年公布「哨船頭街及旗後街施行明治三十三年律令第十四號臺灣家屋建築規則」。
在興建縱貫鐵路時，考量到現代化的鐵道運輸必須有港口的配合，因此決定將縱貫鐵路終點設置於當時已為南部貨物集散中心之一的打狗。但是清治時期高雄地區主要的政治與經濟重心位於左營舊城與鳳山新城，且當時的行政官員也大多於鳳山廳治的埤頭（今鳳山區）辦公，因此在修築縱貫線鐵路時曾經考慮由楠梓經由鳳山再連接至打狗，但考慮到鳳山經濟上缺乏發展的可能性，且打狗、鳳山間已有陸軍輕便鐵道，若線路迂迴至鳳山則運送成本會增加，故最終仍採用了打狗直通楠梓的路線。當時的規劃將左營與鳳山利用打狗連接，大大地影響了現在的都市空間發展。
1900年台南到打狗的鐵路先行通車，於潟湖北岸的端點設立打狗臨時停車場，貨物從火車卸下後利用駁筏從車站旁的後壁港，沿著打狗川支流（打狗運河）送至哨船頭的港口，由於貨物在抵達鐵道後尚要透過駁筏運送非常不方便，因此，總督府鐵道部在1904年決議在鄰接海面進行填海造陸工程，擴建打狗臨時停車場並興建一條鐵路連接哨船頭和停車場，稱為鐵道埋立地。

### 第一期築港計劃（1907~1912）

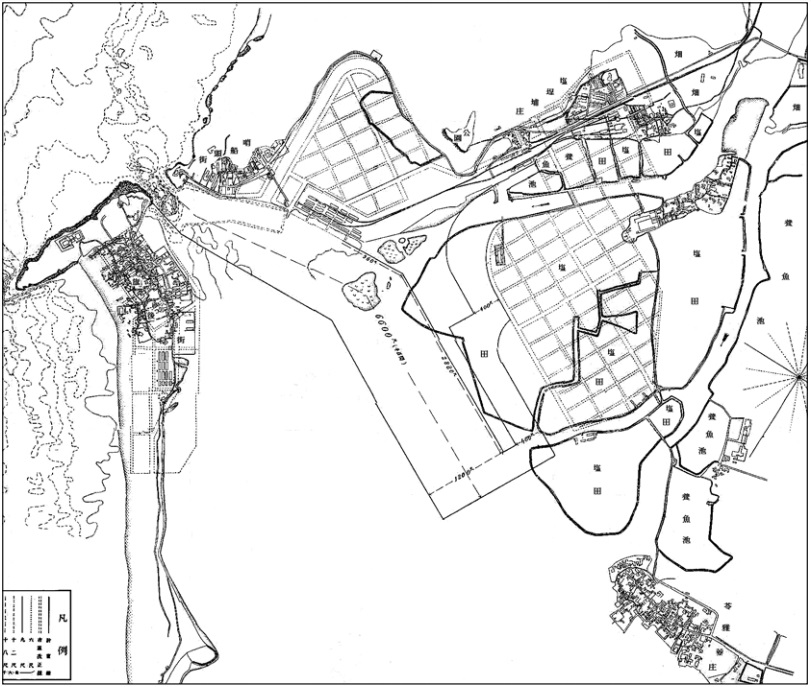
第一期打狗築港（1908年）計畫圖

鐵道埋立地於1907年5月完工，面積大小46,620坪，而連接哨船頭和停車場的鐵路即為後來的濱線。1906年5月，在鐵道埋立地接近完工時，淺野總一郎向鳳山廳提出填築海埔地的申請，其在鐵道埋立地和哨船頭之間填築了67,722坪的土地，同時浚渫了哨船頭運河，而填築出的海埔地稱為淺野埋立地（或地所埋立地），淺野在1910年時於東京創辦臺灣地所建物株式會社，管理土地建物買賣、租借等事業。鐵道埋立地後來劃屬新濱町，而淺野埋立地則屬湊町，臺灣地所建物株式會社在1912年又於壽山山腳填埋了16,520坪的土地，為後來的田町。
1908年5月1日，臺灣總督府公布「打狗市區改正計畫」，這是第一個在目前的高雄市域進行的都市計畫，面積約172公頃，規劃了旗後町、哨船町、新濱町、湊町、山下町、田町等新市街，計畫人口42,000人，針對填海造陸後的新市街進行全新規劃，改善舊市街的弊端，展現現代都市計畫的芻形。打狗市區改正計畫採用長方矩形、均質的街廓劃分原則，以當時的濱線鐵路為基準線，1908年9月完工的打狗停車場為基準點，劃設與鐵道平行垂直之街道，呈西北、東南座向，因此大部分街屋得以避開西曬的影響，但因鐵道埋立地呈倒L型延伸，和淺野埋立地夾有45度角，因而在湊町西側與南側產生不規則的街廓。

### 第二期築港計劃的規劃（1912~1920）

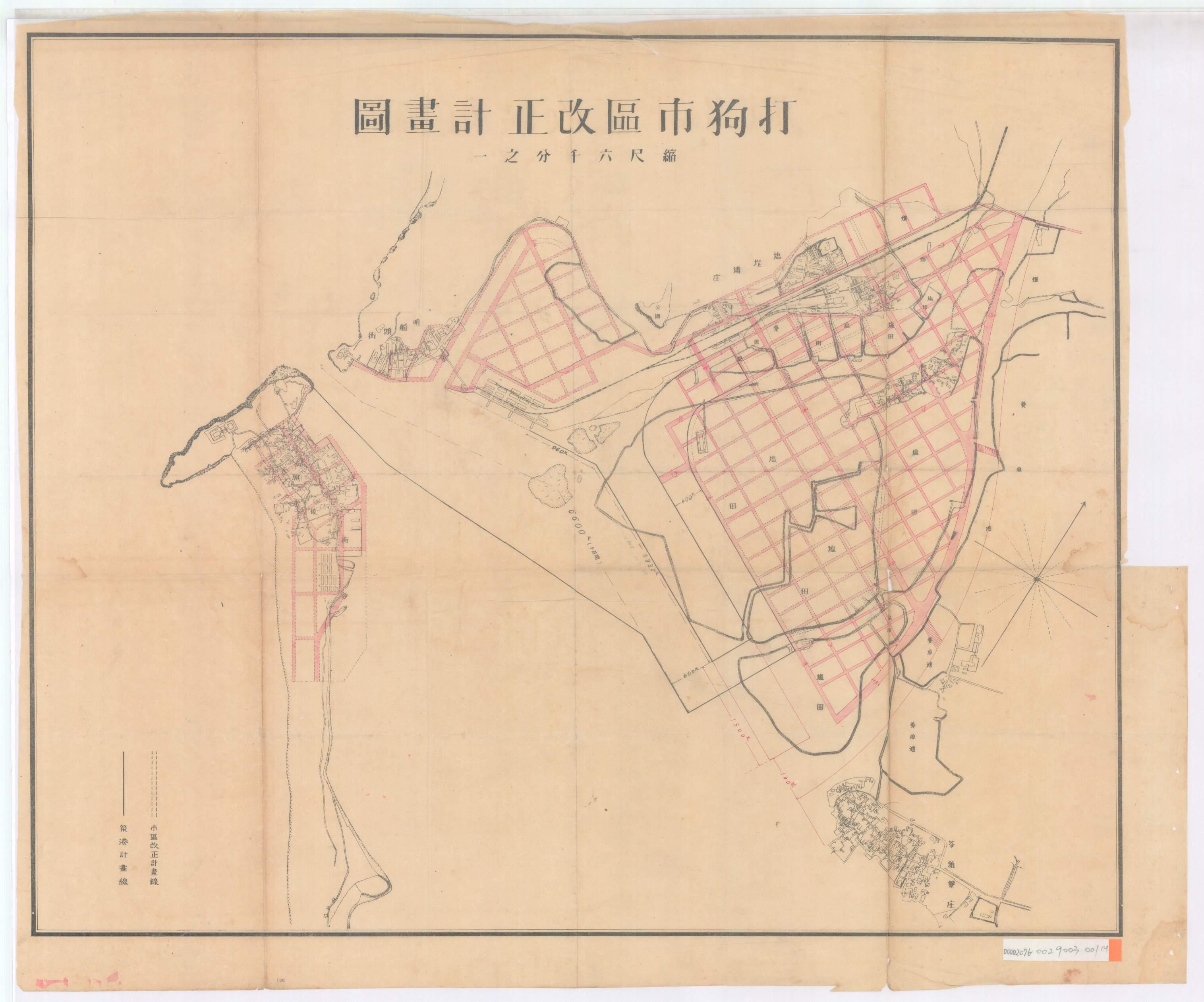
變更打狗市區改正計畫圖（1912年）

1910年臺灣總督府有感於打狗因築港事業的進展，人口快速增加，計畫規模已經不足，因而配合第二期築港計畫，公布「變更打狗市區改正計畫」。
在這次變更中首次劃分不同的土地使用分區，商業區沿著鹽埕埔幹線道路、打狗停車場、哨船頭和旗後分布，工業區則位於水陸便利之區域如鹽埕埔東南側、旗後之平和町等，住宅區之區劃主要在鹽埕埔之運河附近，且劃設了特殊區供未來政府搬遷使用，並將當時位於旗後的遊廓地（娛樂區）搬移至設在鹽埕埔地區之東北側，公園之分布則主要位於打狗川運河沿岸和鹽埕埔的三角形街廓。
荒井泰治與陳中和等人於1909年創立打狗整地株式會社，配合第二期築港工程的進行，於1914年在原本的鹽埕莊填築了185,000坪多的海浦新生地，此即是後來的鹽埕町、北野町、堀江町、入船町、榮町等新市街。1912年，打狗川之疏浚與矯直列入築港之變更工程中，並成為港灣計畫中輔助交通運輸的運河。
至此的計畫中，台灣總督府模仿歐洲國家興建美洲殖民地的方式，用矩形、均質的街廓規劃城市路網，在這種規劃方法下土地能夠全面快速開發，但是缺乏城市空間核心的塑造；而計畫中規劃的道路大多僅有5疊（約10公尺）寬，呈現了日本町區的區劃思惟；綜合而言，日人在1920年前的規劃以西方都市規劃為架構，並融合了日本傳統街區的分割方式。

### 高雄州設州（1920~1936）

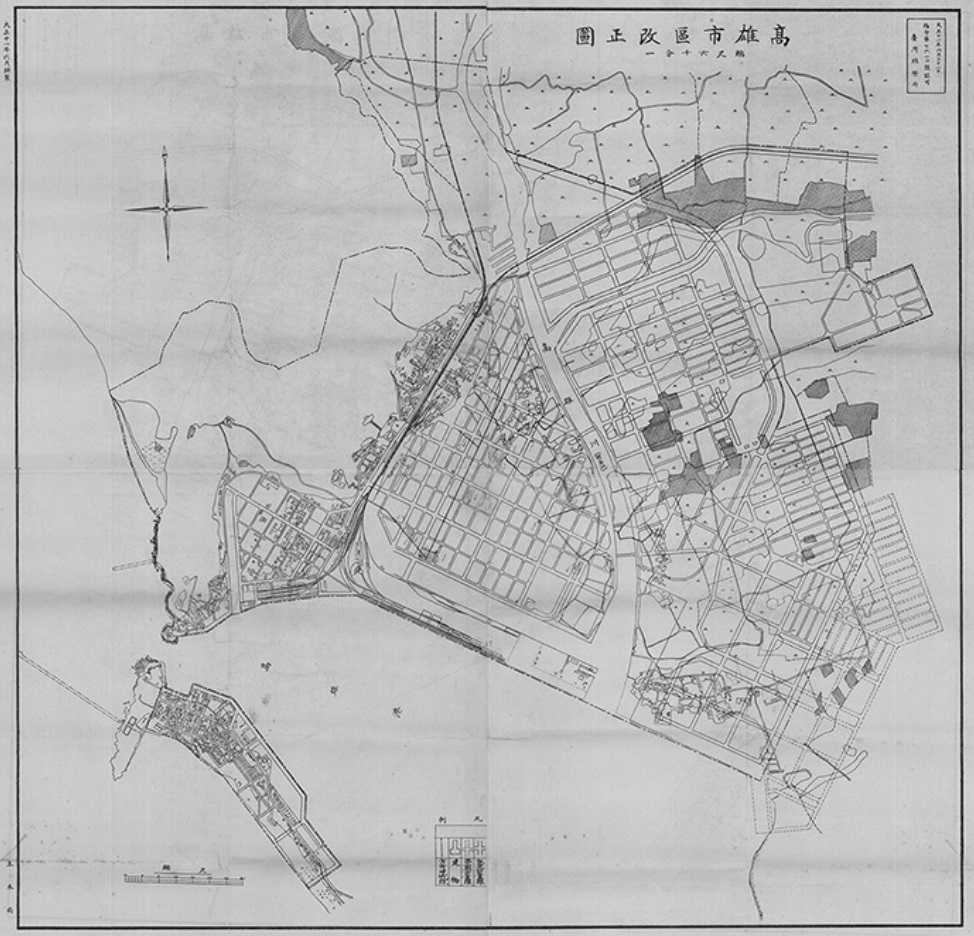
高雄街市區計劃變更（1921年）

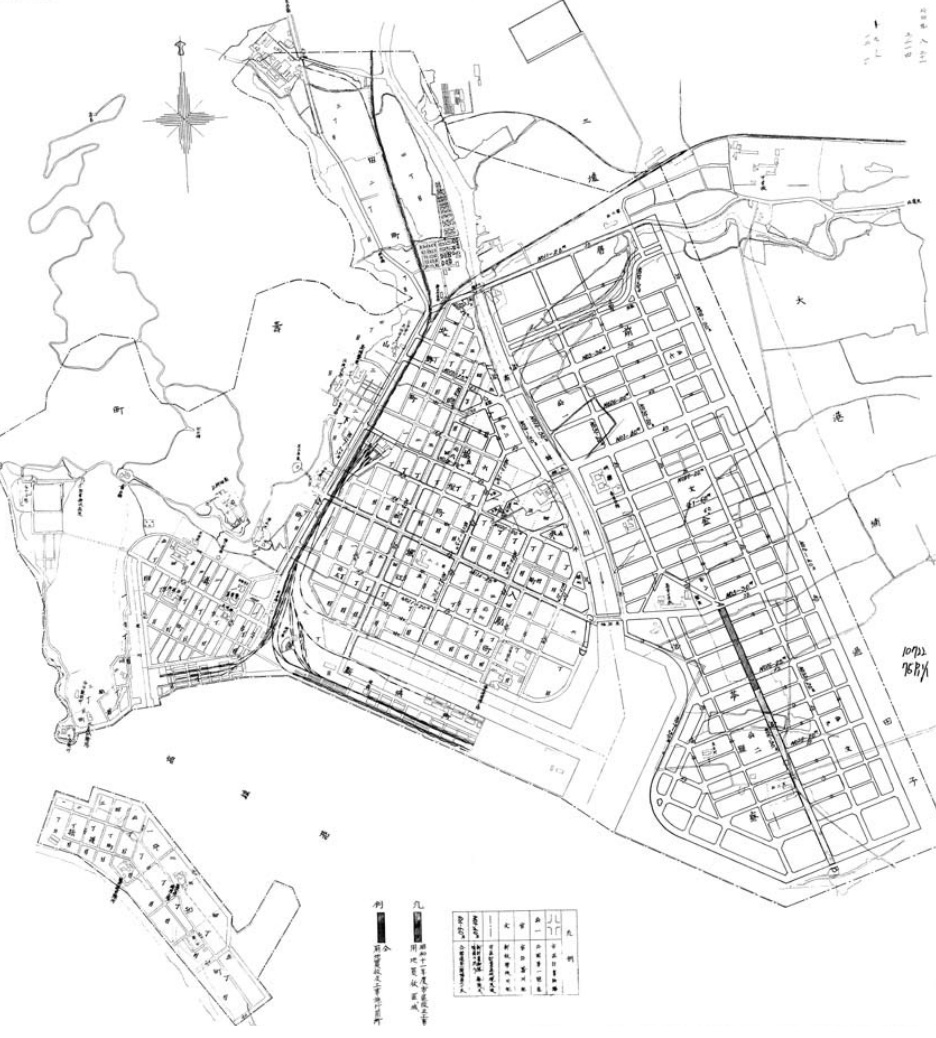
高雄市市區計畫（1932年）

1920年臺灣總督府重新進行行政區劃分，將打狗更名為高雄，成立高雄州並以高雄街為州治，可以發現高雄港已逐漸取代鳳山和左營成為台南以南的政經中心。高雄市於1924年正式設市，市役所預計設置於高雄川東側榮町（今高雄市歷史博物館），但因設市初期市役所尚未興建，因此於湊町四丁目（今哈瑪星代天宮現址）興建臨時辦公廳舍，1925年12月高雄市行政轄區劃分為14個町和苓雅寮、前金、三塊厝、中州、大港、林德官、大港埔、前鎮、過田子、戲獅甲、內惟等十一個大字。
1921年2月13日高雄州廳公布「高雄街市區改正計劃變更」，這次計畫首次跨越高雄川，範圍擴張至三塊厝、前金、苓雅寮等地區，界線約至今日的中華路，面積約為900公頃。1931年，考慮到高雄市人口增加率高於原計劃預估值，高雄州廳廢除原本的市區改正計劃，於1932年10月公告新的「高雄市市區計畫」，以昭和35年（1960年）達到飽和人口32萬人為目標，在該計畫中，街道走向較為整齊劃一，都市空間架構更能呈現形式整體之規劃，有助日後市區向東大幅擴張發展。
高雄市市區計畫分為鐵道東側、鐵道西側、哨船頭街、旗後街、高雄川以東等五個市區，市區間分別有港灣、鐵道與運河作為區隔。高雄川以東新市區的街道系統仍採矩形格狀的區劃方式，街道的規劃在前金部分以縱向平行於高雄川流向，並藉由五座橋樑與鹽埕市區連通，橋樑相互平行形成東西向主要幹道，其中最北的外圍道路向鹽埕延伸進入山下町，再與東西向道路（今五福路）銜接，連通至鹽埕市區核心，橋樑與外圍道路的連接，強化了新市街與鹽埕市區的銜接；而在苓雅寮則有小部分街道與臨港護岸平行，因為和其他街道方向不一致而產生少許畸零地。
在1932年的這次市區計畫中，清楚地標明了各公共設施分布的位置。除了原有的官公署、鐵道與港口等交通設施外，尚明顯地標示出了公園綠地、文教預定用地等；其中，政務設施主要以高雄市役所、高雄州廳、高雄警察署、高雄築港出張所、高雄州港務局、高雄稅關、臺南地方法院高雄支部、海洋觀測所等為代表，並可以發現規劃者特別強化了位於前金的新高雄州廳所在街廓（今高雄地方法院）與周邊之聯結；而除了高雄川以東新市區計畫道路的規劃之外，另有一聯外道路（今鼓山路）往北經桃子園至壽山北麓外海，為後來市區往北發展至左營留下伏筆。

### 大高雄都市計劃（1936~1945）
總督府於1936年公告《臺灣都市計畫令》，將德國體制的都市計畫與市地重劃引入臺灣，高雄州廳隨之於同年公告「大高雄都市計畫」，計畫面積4,623公頃，計劃在昭和40年（1965年）達到人口40萬人；並於1941年在後驛地區實施臺灣第一個市地重劃區。然而隨著同年爆發的太平洋戰爭，都市建設便持續無止限地停頓。

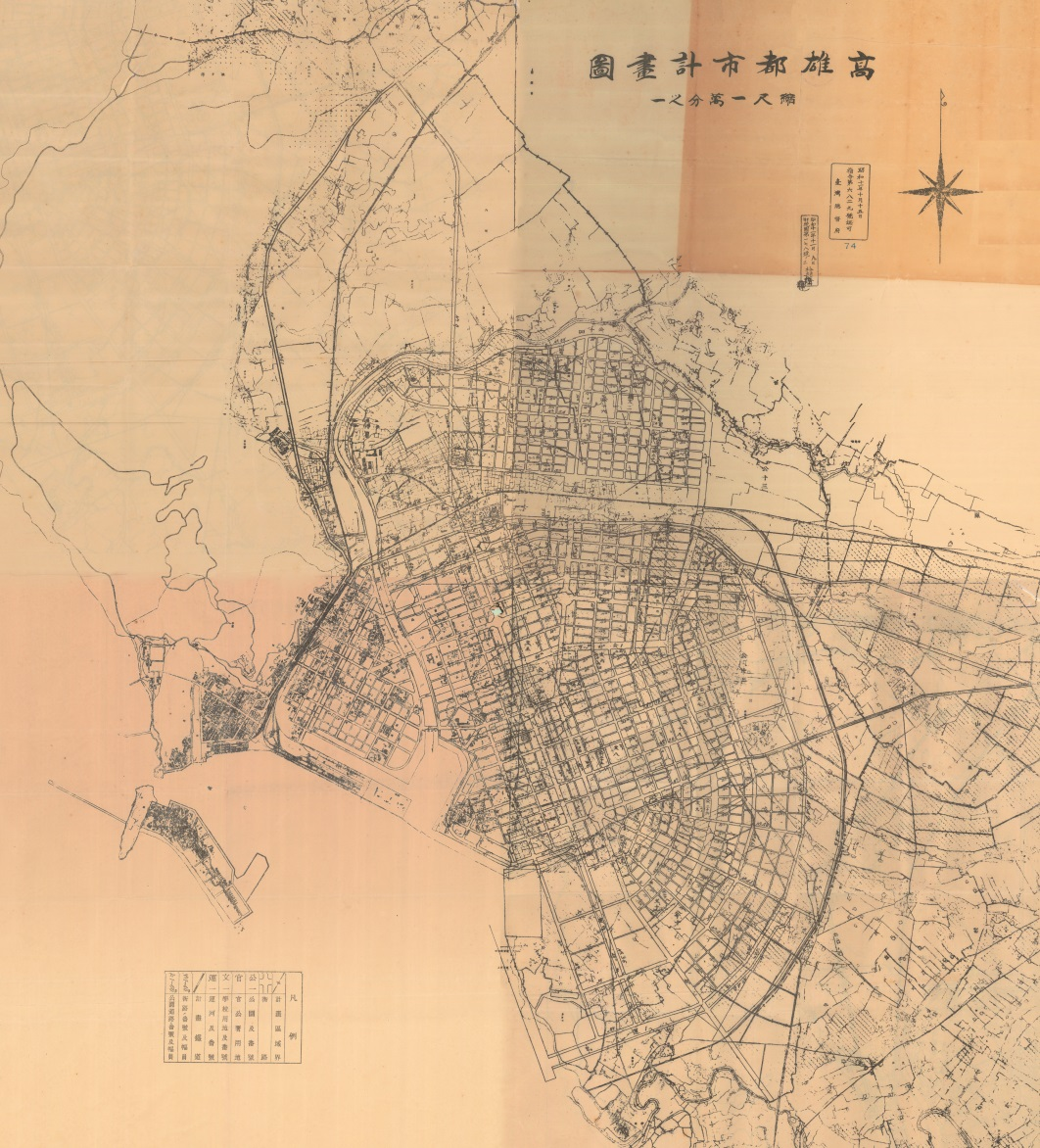
大高雄都市計畫（1936年）
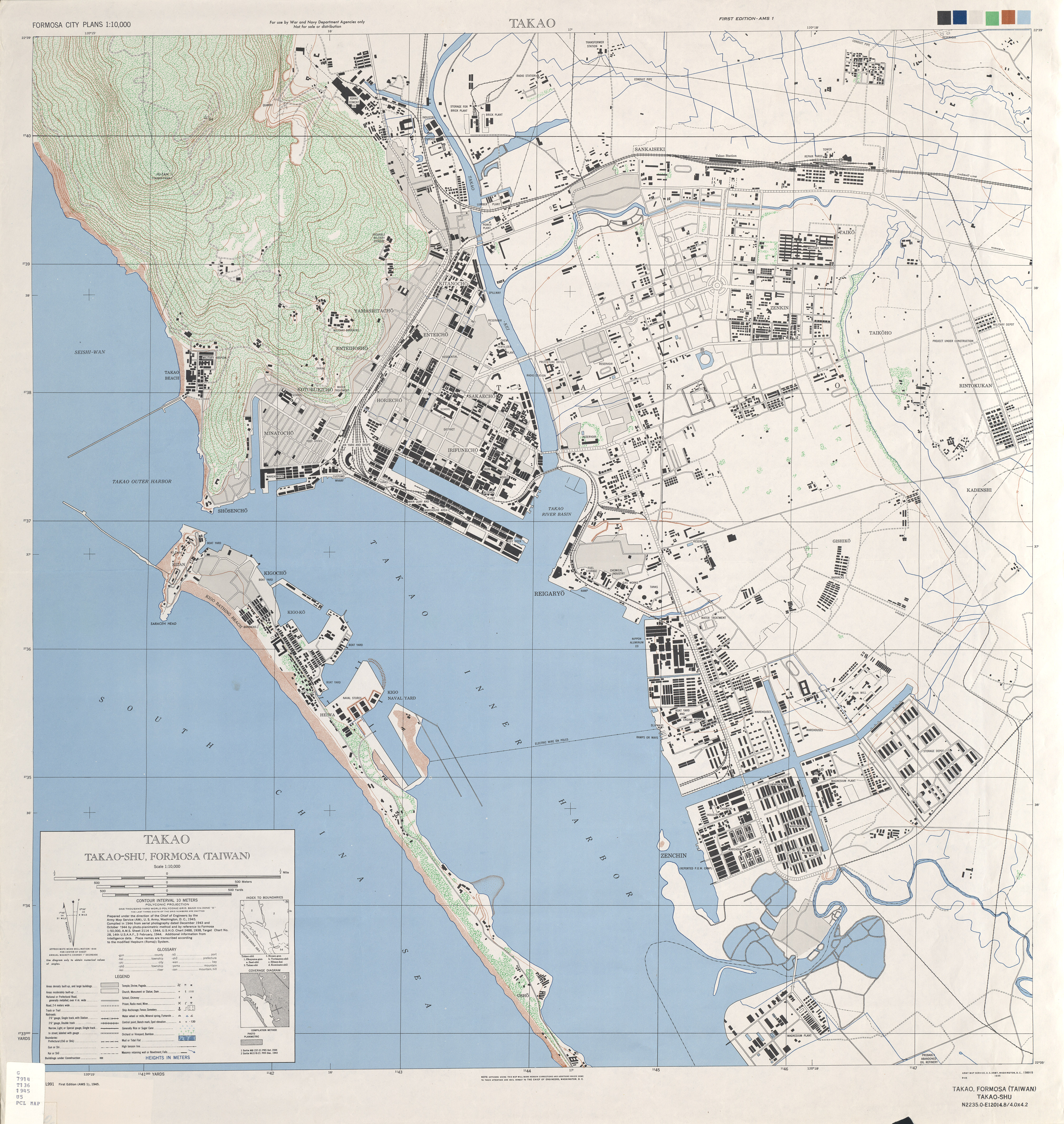
日治末期高雄市地圖（1945年）
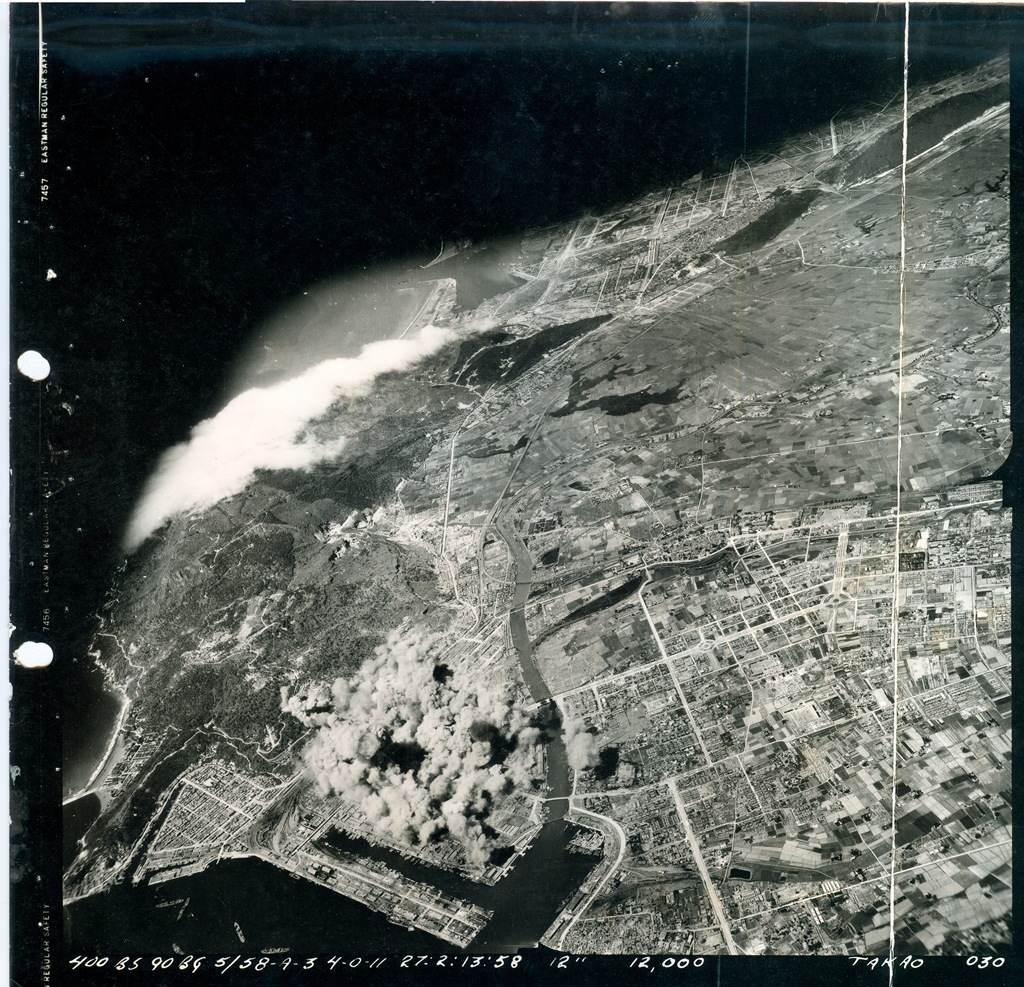
高雄大空襲

#### 第三期築港計畫
1937年，第二期築港工程完工，高雄港作為臺灣的主要物產輸出商港，隨著中日戰爭的爆發開始兼任軍事運輸任務，貨物吞吐量達到250萬噸，剛完成不久的港灣設施即不敷使用。為配合戰爭需要，臺灣總督府決定進行第三期的築港工程，擴充港埠護岸與設備，並改善既有空間之修築。
在第三期築港計畫中將碼頭岸壁編號為1至10號，並將岸壁範圍擴張至苓雅寮、戲獅甲等地，且浚深航道至7到9公尺，從戲獅甲延伸一T型船渠航道至前鎮河口，該船渠於1941年變更設計為雙十字型，並向北挪移；考量到高雄港在繁忙時，港灣裝卸能力無法負荷，因此決定於於中島填築一裝卸場，並於新濱町築設一新岸壁（今新濱碼頭）；隨著戰爭的進行，配合帝國「工業臺灣，農業南洋」的方針，決定以高雄港為南進基地，不僅計劃著手改築高雄港為軍港，並決定在壽山北端潟湖開闢另一港口（今左營港）。
雖然在戰爭期間財政緊絀，但總督府仍於1943年草擬另一更突破性的第四期高雄港擴大計畫，計畫範圍自港口至大林蒲的港灣水域，共計12公里，擬以25年時間興建，規模遠大於前三期築港工程，雖因戰爭形勢未能實現，但卻影響了二戰後高雄港務局研擬之十二年擴建計畫。

#### 城市路網規劃
在大高雄都市計畫中，採放射狀道路為骨架，內部填入棋盤式道路系統，放射狀道路自西而東如現今之鼓山路、建國路、七賢路、中正路、青年路、三多路、一心路、中山三路；計畫以高雄車站為核心，愛河、大順路、凱旋路為界防止都市蔓延，中山路、博愛路為軸線，中正路、五福路、三多路，民族路、中華路為經緯，模仿歐洲的都市規劃寬敞的園道和巴洛克風格的圓環（大港埔圓環、民生圓環、中華圓環、三多圓環等）。而不同方向的道路也配合轉角逐漸轉向，避免產生畸零的街廓，街道的等級也明顯分為主要道路、次要道路和出入道路等，以車站為中心規劃可以發現，市區空間核心是以交通為規劃考量而非政治控制，整體手法接近於後期發展出的新都市主義與緊湊都市概念。

#### 土地使用區劃
1936年公告的都市計畫令的其中一個重要的影響即是明確規範不同土地使用分區，規定在都市計畫區域內，必須設定「居住地域、商業地域、工業地域」，而高雄市的工業地域主要劃設於市區外圍，分布於市區西北方的內惟、鼓山地區，和市區東南方的戲獅甲、前鎮，其中，內惟與鼓山地區可利用縱貫鐵道、高雄川運河等交通網路與港區聯結，而戲獅甲與前鎮地區在方位上則更接近港區，並計畫以環狀鐵路、放射狀街路系統聯繫位於市區之火車站；至於商業地域與居住地域則分布於市區中，商業地域主要分佈於以火車站前軸線大道以及較大寬幅之街路兩側，居住地域則多分佈於此次都市計畫之新擴張區域，為商業地域所圍覆，避免臨接工業地域。

#### 高雄車站遷移
1941年高雄車站從哈瑪星遷移至大港現址，作為高雄地區最主要的轉乘站，高雄車站整合了中長程運輸的多元運具，車站出口左邊為長程客運，右側為短程公車、計程車、人力三輪車接駁，整體設計井然有序；而仿東京山手線的東西高雄臨港線規畫影響了後世的環狀輕軌計畫；整體而言，車站遷移的趨勢，表現出了高雄都市發展逐漸由港灣向內陸移動。因為新車站的興建導致原大港居民必須搬遷，他們為了緬懷原本的家園，便將位於今愛國國小一帶的新家園稱為「新大港」，當時保正張阿盆先生以原舊家園保安宮的「安」以及保生大帝的「生」組成，將新大港命名為「安生村（今安生里）」，並將保安宮的保生大帝迎至安生村。

#### 公共設施與官署的規劃
大高雄都市計畫中，在高雄川兩側增設官公署用地劃設11處之文教用地，設立多達21間學校，規劃27座公園、綠地，並藉由圓環、三條公園道和愛河流域公園（今中都公園）串連以形成完整的綠帶與藍帶，藉由這些公共設施，為高雄都市空間帶來現代化的生活機能。

#### 城市災害應變
由於在1935年發生新竹地震，因此在大高雄都市計劃中希望能預防複合型災變，包括地震誘發的火災延燒、工業災害等；因此，在市中心規劃了三條園道（今民族路、民權路、民生路），兼做地震避難和火災延燒緩衝等用途，並沿著工業區劃設綠帶（今新光路南側綠帶），利用園道、綠帶、藍帶的串連構成有系統的防災緩衝地帶，且在較大的街廓中劃設6到8米的防火巷，做為防止火災延燒與垃圾處理回收等用途使用；計畫中利用建蔽率、防火巷和綠帶的串聯，勾勒出一全市性、系統性的防災規劃配置。

#### 首次市地重劃
1898年德國佔領青島，並放火燒毀市區，大火後德國在當地公布都市計畫並實施首次市地重劃，取得極好的成效，因此1936年總督府公告《臺灣都市計畫令》時，以都市計畫為主體，將市地重劃之開發方式結合土地分配、土地細分、建築管理等方法，並於1937年在高雄市後驛實施第一個市地重劃區，面積為66.3公頃。

## 中華民國時期
1949年中國國民黨於國共內戰中失利，蔣中正率軍民敗退至臺灣。1958年台灣省政府設置「建設廳」，其下設「公共工程局」負責公共工程及都市計畫的推動。1955年5月19日公告原高雄市都市計畫，1968年4月30日公告左營都市計畫，1969年9月1日公告小港特定區計畫，同年9月4日公告臨海特定區計畫，1971年9月20日公告高雄市灣仔內與凹子底地區主要計畫，1972年3月27日公告中島都市計畫，1973年9月3日公告崗山仔五塊厝等都市計畫，1974年8月22日公告大林蒲都市計畫，同年12月26公告日二苓都市計畫，1975年4月10日公告楠梓都市計畫等。

### 國民政府撤退臺灣
1945年臺灣主權轉移，同年11月8日，中華民國台灣省行政長官公署指派連謀暫時接管高雄市，並於同年12月6日成立高雄市政府。
由於當時國民黨內缺乏都市計畫領域的人才，所以沿用日治時期未能實現完成的大高雄都市計劃，於1955年5月19日發布「原高雄市都市計畫」，將日治時期都市計畫書圖翻譯成中文，完全複製日本規劃內容，預期計畫年期1965年達到計畫人口40萬人，而市區建設一直到1970年代才大致完成。
高雄港務局於1945年到1952年間進行清港與碼頭重建的工作，但因清港費用過於龐大，因此政府因而決定實施港市分治。1958年，港務局參照第三期築港計畫制定十二年擴建計畫，高雄港臨海工業區也在這一時期開闢完成。

### 道路路網與命名

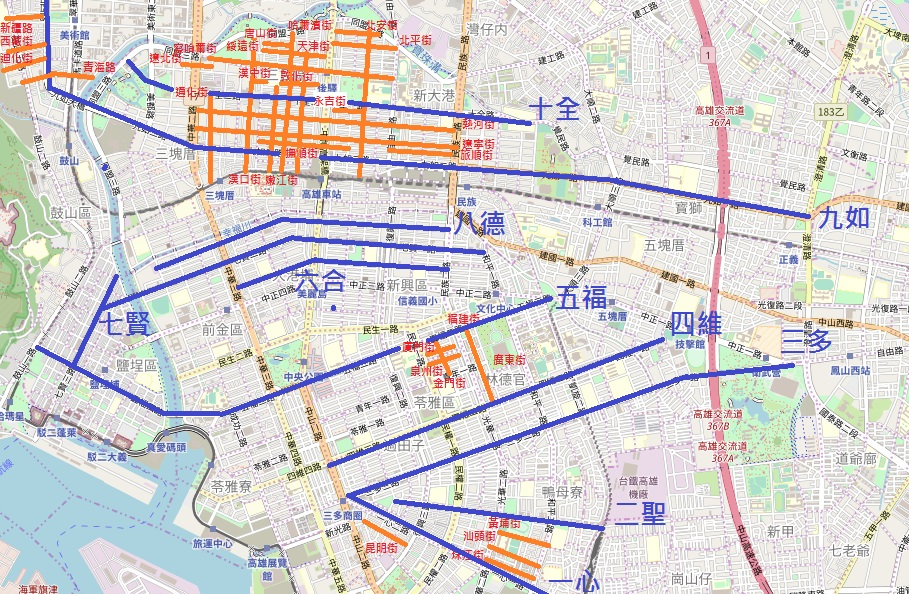
以中國地名命名道路的分布

原高雄市都市計畫在進行道路命名時將十條橫向主要道路由南至北分別命名為一心路、二聖路、三多路、四維路、五福路、六合路、七賢路、八德路、九如路和十全路，此種以數字命名的道路為高雄市之特色。
而再細部檢視則可發現，高雄市的道路充滿中國的地名，且大致地依據原本這些地名在中國的方位分布，哈爾濱、察哈爾等地名位於計畫的東北方，新疆、西藏、青海等則位於西北方的內惟，而廣東、福建、珠江位於計畫的東南方，南京位於計畫外東側的鳳山，而這其中又尤其以中國東北的地名最多。時任觀光局長許傳盛曾指出，高雄是全台灣唯一以中國東北各省市命名街道的城市，這是由於當時主導道路命名的張浵出身中國東北。
而許多道路也以中國歷史名人、國民政府或革命人物命名，例如林森路、漢民路、曾子路、孟子路等。

### 都市蔓延
雖然頒布了都市計劃，但因為公共設施建設遲緩，規劃缺乏技巧與遠見甚至不當，造成高雄市實質的都市發展與都市計畫有著相當大的差異，例如在愛河與鐵路間有約64公頃的住工商混雜地區，房屋破爛且環境髒亂，毫無戶外空間，生活品質極差，與原規劃相差甚遠。
早在1960年代原高雄市都市計畫的區內人口就已超過原訂的容納人口，且在計畫範圍外形成廣大而無計畫之濫建情形，但高雄市政府仍遲到1971年才公布解決此現象的灣仔內與凹子底地區主要計畫，而細部計畫更延到1977年才公布。都市計畫應該要隨著都市的發展而與時俱進，時刻進行檢討工作，像這樣一再被延滯的規劃工作，是因為都市計畫法規的不完全和政府都市計畫部門的失職所導致。

### 左營都市計畫
1964年中華民國政府公布《都市計畫法》，臺灣的都市計畫終於有突破性的發展，隔年，臺灣向美國申請「聯合國特別基金」，並利用該基金成立都市建設及住宅計畫小組（UHDC，今國家發展委員會都市及住宅發展處），對都市政策、區域計畫及交通系統等進行規劃。1968年4月30日公告左營都市計畫，以原本的左營舊城及左營大路為核心，並由於計畫鄰近左營軍港，因此規劃了合群里、明建里等由棋盤式道路構成的眷村。

### 灣仔內與凹子底都市計畫
1971年9月20日高雄市政府公告高雄市灣仔內與凹子底地區主要計畫，此計畫極具有當時都市計畫的特色，並具有相當多的缺點值得檢討。
由於1960年代至1970年代臺灣進行都市計畫的經費主要透過美國補助，且主要決策的都市計畫師皆留學於美國，因此這些海歸的官員模仿美國的城鎮規劃理念，在台灣建造出了各式各樣的類花園城市城鎮，最有代表性的成功案例即為中興新村，但包含永和市與此計畫在內的絕大多數案例都極為失敗，不僅會造成嚴重的汽車依賴，還因為規劃者對花園城市和鄰里單元概念的墨守成規而造成現今的亂象。

#### 土地規劃

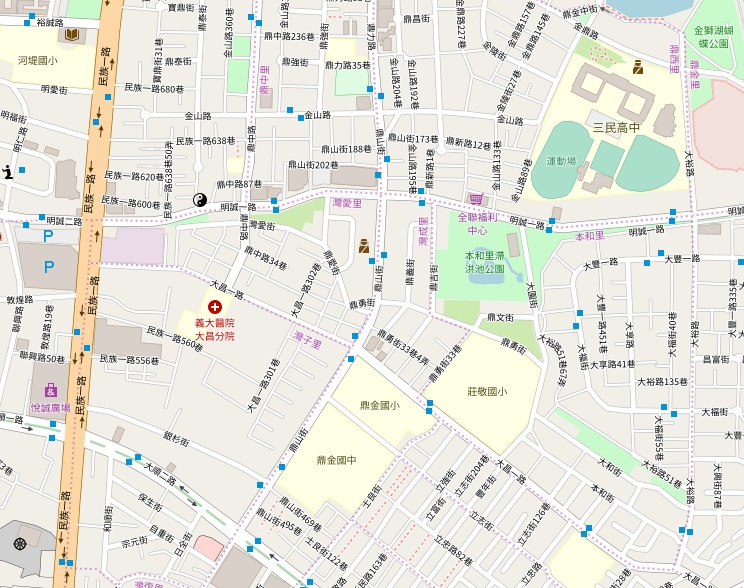
灣仔內的地圖，可以發現有大量的囊底路

在細部計畫中，模仿在美國紐澤西州雷特朋實現的規劃方法，利用鄰里單元的觀念將計畫區分為以住宅社區為主的16個單元，以大量的囊底路（cul-de-sac）取代棋盤式街道，並在各棟住宅背面規劃連貫的步道系統。而商業區的設計迴異於日治時代或台灣本土的路線型商業區，商業區之規劃系同樣以囊底路為主的塊狀社區型商業區，其用意在於避免讓主要幹道受到交通干擾。
以本計畫為例，實施之後市地重劃並未配合上來，步道亦未立體槽化，所有道路系統均配置以平面柏油路面。原有美式囊底路街廓土地細分規模達500坪左右，其中因為土地產權細分過小，土地亦難以分配。而原先塊狀社區型商業區的規劃，在1975年5月8日的第一次通盤檢討後改回主流的路線型商業區。

#### 道路設計

凹子底都市計劃的路網。為通盤檢討前的規劃
為目前的道路走向

在道路設計方面，參照美國當時都市計畫的規格，依性能與容量可分為下列六種道路：
- 0號道路：此為區域性之幹線道路，供重荷運輸及大眾運輸之用，其出入口應有限制。此種道路之通過本區者有中山高速公路及民族路，寬度40公尺以上。
- 1號道路： 此為本地區連絡其他地區間之主要連絡幹道，道路寬度為40公尺。
- 2號道路：此為本區內各社區間之主要道路，又稱收集道路，其寬度為28公尺。
- 3號道路：此為通達住宅區與商業區之次要道路，寬度為21公尺。
- 4、5號道路：為設於住宅區內之出入道路，通達住宅，可為公有或私有，視住宅區種類而定。寬度為17公尺。
- 6、7號道路：為公共步道及防火巷，路寬為10公尺、6公尺及4公尺。4公尺巷路兩邊牆壁外緣距離應保留6公尺，平時只許行人使用。

其中現在的自由三路，在初始規劃是直通現明誠路的2-2道路，現自由二路南段則是銜接3-28道路（現辛亥路），而後在第一次通盤檢討後才改為現今的道路走向。計劃中作為主要道路的1號道路設計寬度皆為40公尺，但1-1號道路（現大順路）僅有30公尺寬，造成大順路建成後不足以應對人口移入後增加的車流，在交通尖峰期間造成嚴重的交通堵塞。
除了這些問題以外，此計畫不周全之處仍不勝枚舉。此計畫雖號稱當時最先進的美式都市計畫，但前瞻先進的規劃並未能跟本土經驗結合，實質發展均與規劃背離，囫圇吞棗並僵化地使用都市計畫理念而產生的產物，因此計畫在高雄市的實驗以失敗收場。更糟糕的是，此計畫還被之後的眾多計畫給模仿。

### 內惟埤文化園區特定區
國民政府來台後，配合以農養工政策，將內惟埤周遭地區維持日治時期的農業型態。在工業成為國家經濟發展重心造成產業結構的變化，於是在1963年和1965年更變此地區從無設定區變更為工業區，並規劃輸送貨物的六號運河。1982年配合政策將內惟埤開闢為水上遊樂區，計畫區內公有土地及附近工業區規劃為公園用地。
雖然政策及計畫擬定，但因公告實施後並沒有開發，工業區也未詳細規劃，導致鋼鐵製造廠、金屬機械廠及木業合板類等汙染性工廠散落分布於此，汙染內惟埤和周遭農田，住商混合破壞了整體景觀，埤塘水體也隨之逐漸縮減。
1984年因臺北市立美術館成立，高雄市民間藝文界、政界人士強烈建議高雄市規劃興建美術館，於是1985年2月時任高雄市長許水德，指示教育局積極規劃後，最終決定在此計畫區興建。當時定名為「中正美術園區」並配合更變都市計畫，將部分運河和道路，變更為公園用地和工業區。
1988年1月總統蔣經國逝世，高雄市政府將內惟埤美術公園改名為「經國文化園區」。但經在地藝文界建言因名稱過於泛政治化，建議為「內惟埤美術公園暨高雄市立美術館」，市府於1991年同意更名為「內惟埤文化園區」。並在同年的8月公告高雄市內惟埤文化園區特定區，也就是本計畫。
近年為了配合高雄鐵路地下化、高雄輕軌興建，以及大美術館計畫的內惟藝術中心，除了歷次更變使用區，也在2023年3月公告第二次通盤檢討。

### 大坪頂新市鎮都市計畫
大坪頂新市鎮為中華民國政府政府配合臨海、大發及林園工業區之建設，合理分布區域內之人口及容納工業區從業員工，在1979年將「開發新市鎮，廣建國宅」列入「十二項建設」計畫，並責成高雄市政府開發，市府據此依照都市計畫規定辦理規劃。
其都市計畫分別為高坪特定區計劃，和大坪頂特定區計劃。其中高坪特定區計劃於1984年公告發布實施，第一期、第二期之細部計畫分別於1987年及1993年公告發布實施，並以區段徵收開發，分別於1993年及1999年竣工。
但在後續的開發上，因受高雄國際機場飛航管制影響，及高壓電塔與軍事設施遷移不易。且部分地區非但受營區禁限建限制以及公共設施用
地比例偏高，形成財務負擔極重的狀況，因工程及財務計畫皆構成重大限制，致使該地區發展受限。加上位於大坪頂台地，對外聯絡不便，對人口及產業之
引進有極大之影響。以致於市府在2010年遭到監察院糾正。

### 高雄多功能經貿園區
簡稱高雄經貿園區，此都市計劃是當時因應中華民國政府在1990年代的亞太營運中心政策，時任市長吳敦義訂定的都市更新特定區計畫。
但縣市合併後，時任市長陳菊在2011年的施政報告中提出亞洲新灣區，取代前述的亞太營運中心政策，成為目前高雄產業轉型重大的政策之一，目標是港市合作以促進高雄港區與鄰近高雄市區的土地發展利用。